# Rubén Belima
Rubén Belima Rodríguez (Móstoles, 11 februari 1992) is een Equatoriaal-Guinees voetballer die tevens de Spaanse nationaliteit bezit. Belima speelt bij voorkeur als linksbuiten.

## Clubcarrière
Belima startte zijn carrière bij CD Torrevieja, waar hij in het seizoen 2008/09 zijn debuut maakte in het eerste elftal in de Tercera División. In 2010 maakte hij de overstap naar Real Madrid, waar hij na één jaar bij de jeugd doorschoof naar het C-elftal in de Tercera División. Belima kwam later ook uit voor Real Madrid Castilla, het beloftenelftal van Real Madrid, maar naar het eerste elftal stroomde hij nooit door. In de zomer van 2015 verliet hij de club. Pas in november 2015 vond hij met de Sloveense eersteklasser FC Koper een nieuwe club.
Na anderhalf seizoen bij Koper verhuisde Belima naar de Portugese tweedeklasser Leixões SC. Een jaar later haalde NK Domžale hem terug naar Slovenië, maar nadat hij daar weinig aan spelen toekwam keerde hij in januari 2019 al terug naar Portugal, deze keer naar tweedeklasser Estoril-Praia.
Op 29 december 2020 tekende hij een contract bij SD Logroñés, een ploeg uit de Segunda División B.

## Interlandcarrière
Belima werd geboren en groeide op in Spanje, maar doordat zijn vader afkomstig is van Equatoriaal-Guinea mocht Belima ook voor het Equatoriaal-Guinees voetbalelftal uitkomen. Op 16 november 2013 maakte Belima zijn debuut voor het Afrikaanse land in een vriendschappelijke interland tegen zijn geboorteland Spanje. Twee jaar later nam hij met Equatoriaal-Guinea deel aan de Afrika Cup 2015, waar hij vierde eindigde.